# Тест на спасителна капсула 2 (Аполо)
Teст на спасителната капсула 2 (на английски: Pad Abort Test-2, е вторият изпитателен полет на системата за аварийно спасяване (САС) на кораба „Аполо“.

## Цели
Мисията е петата от общо шест предвидени безпилотни мисии на кораба. Целта на аварийната система е да изтегли космическия кораб заедно с екипажа далеч от евентуалния взрив на ракетата. Системата трябва да осиури достатъчно височина, за да се даде възможност на парашутите на командния модул да се отворят, за предпочитане над земята, а не над вода. Полетът се извършва с макет BP-23 на космическия кораб "Aполо", вече участвал по време на мисия А-002, но променен като маса, за да симулира командния модул.

## Полет
Изстреляна е от полигона Уайт Сандс в щата Ню Мексико на 29 юни 1965 г. от стартов комплекс 36. Сигналът за задействане на системата е подаден в 13:00:01 UTC. Задействани са основните ракети на системата, както и малка, служеща за хоризонтално преместване на апарата. Въпреки че единият от основните парашути не се е разтворил нормално, система за кацане на земята функционира правилно. Изтеглящите парашути, са разтворени и стабилизират на командния модул. Максималната достигната височина е 9258 метра над средното морско равнище, което е приблизително 650 метра по-високо от предвиденото. Командния модул се приземява на около 7600 метра от площадката за изстрелване, което е около 2000 метра по-далеч от планираното.
Тестът е напълно успешен и всички планирани цели са били изпълнени.